# Mesothen rogenhoferi
Mesothen rogenhoferi là một loài bướm đêm thuộc phân họ Arctiinae, họ Erebidae.